# Missile Command
Pour les articles homonymes, voir missile (homonymie).
Missile Command est un jeu vidéo développé par Atari Inc., sorti en avril 1980 sur borne d'arcade. Il s'agit d'un shoot 'em up fixe prenant pour cadre une guerre nucléaire. Le joueur doit défendre des villes cibles de missiles balistiques à l'aide de batteries sol-air.
Reconnu pour la qualité de son gameplay, le jeu est un immense succès commercial avec 20 000 unités vendues, et a largement contribué aux excellents résultats financiers d'Atari en 1980. Il est porté sur Atari 2600 en 1981, et constitue l’une des meilleures ventes de cette console.
Missile Command est considéré comme un classique de l’âge d'or des jeux d'arcade, et est à l’origine de nombreux clones et remakes. Il est également perçu comme un exemple de manifestation de la Guerre froide dans la culture populaire, cristallisant les angoisses de l’époque d’un holocauste nucléaire.

## Système de jeu
Des pluies de missiles menacent une plaine et ses villes et le but du jeu est de défendre la position en utilisant trois batteries anti-missiles (bases Alpha, Delta et Omega). La scène est visualisée de profil en plan large. Le joueur déplace une croix à l'écran avec un trackball afin de cibler ses frappes et trois boutons, correspondant aux trois batteries, permettent de faire feu. La détonation se produit à l’emplacement indiqué par la croix, et les ennemis pris dans la zone de déflagration sont détruits. Il faut cibler les frappes en prenant en compte la durée de parcours de ses propres missiles et la trajectoire des missiles ennemis. De plus, les missiles tirés depuis la batterie centrale vont beaucoup plus vite que les autres. Une batterie contient dix missiles, et devient inutilisable une fois ce stock écoulé.
Les attaques ennemies se font par vagues, et sont de différents types. La plus courante est un tir balistique arrivant du haut de l’écran, certains se ramifiant à une altitude donnée. Des satellites ou bombardiers traversent parfois l’écran de bout en bout, larguant plusieurs missiles. Le joueur doit également faire face à des smart bombs, capables d’éviter les missiles. Une seule attaque ennemie suffit à détruire une batterie ou une ville.
Le jeu est découpé en niveaux, à la difficulté progressive. À un niveau correspond un nombre défini d’attaques ennemies. Le niveau se termine lorsque tous les missiles ennemis ont atteint leur cible ou ont été détruits. À l’issue du niveau, le joueur reçoit des points pour chaque ville restante et missile inutilisé. Les batteries sont réparées et approvisionnées en missiles au début de chaque niveau. Une ville touchée par un missile est définitivement détruite. Le joueur reçoit une ville « bonus » pour un score donné.

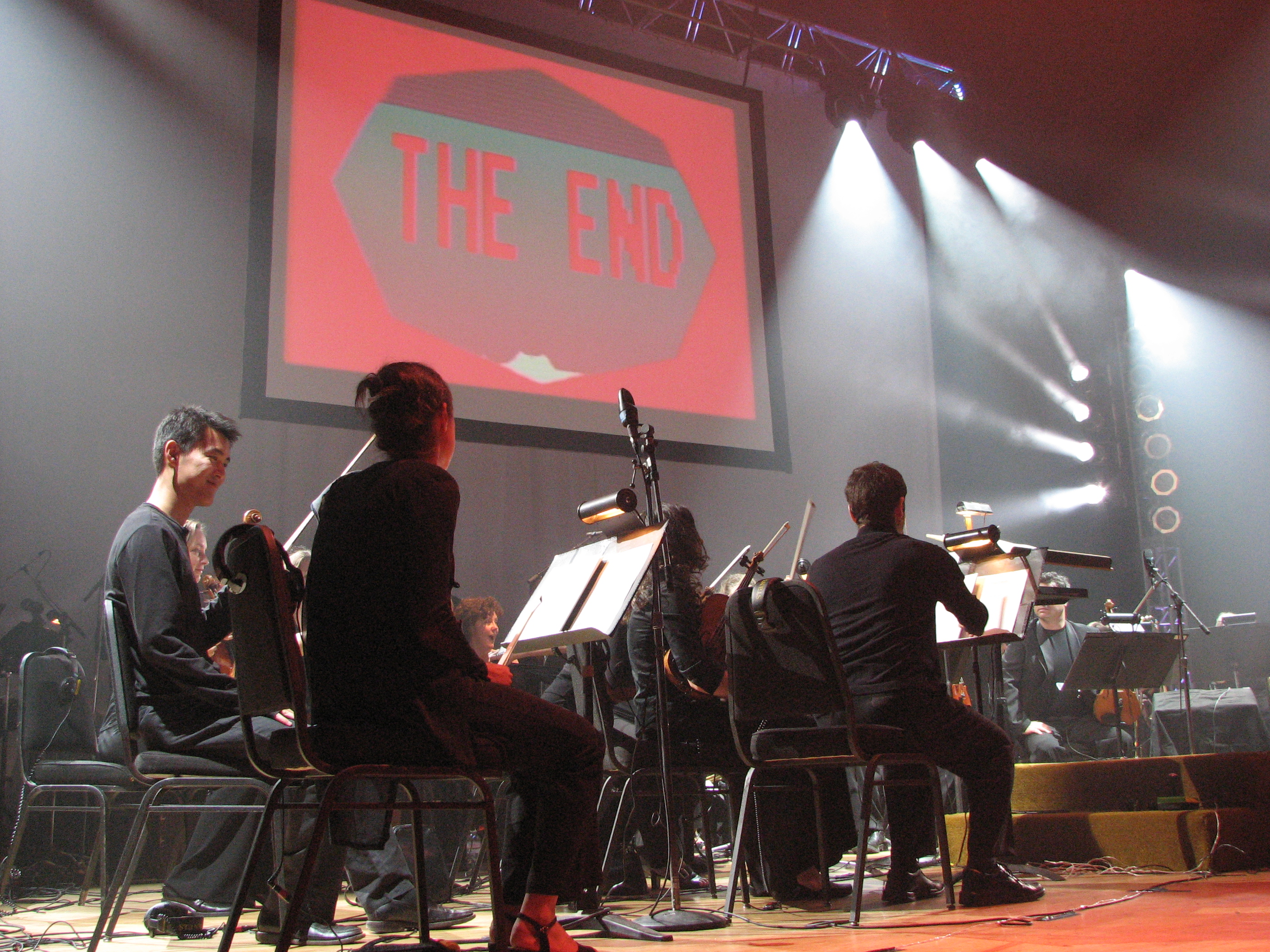
L’écran de fin The End lors du Video Games Live de Toronto.

La fin de partie est inévitable et survient lorsque les six villes sont détruites. À la place du traditionnel « Game Over », l'écran final du jeu affiche « The End » sur fond de nuage, évoquant une explosion atomique.

## Développement
L'idée à l'origine de Missile Command provient d’un article de presse concernant des satellites qui attire l'attention de Ray Kassar, le CEO d'Atari. Il transmet le document à Lyle Rains, cadre supérieur de la société, qui charge Dave Theurer de la conception du jeu. Sa mission est de concevoir un jeu autour du synopsis suivant : des missiles attaquent la côte californienne et il revient au joueur de la défendre.

## Exploitation

### Succès

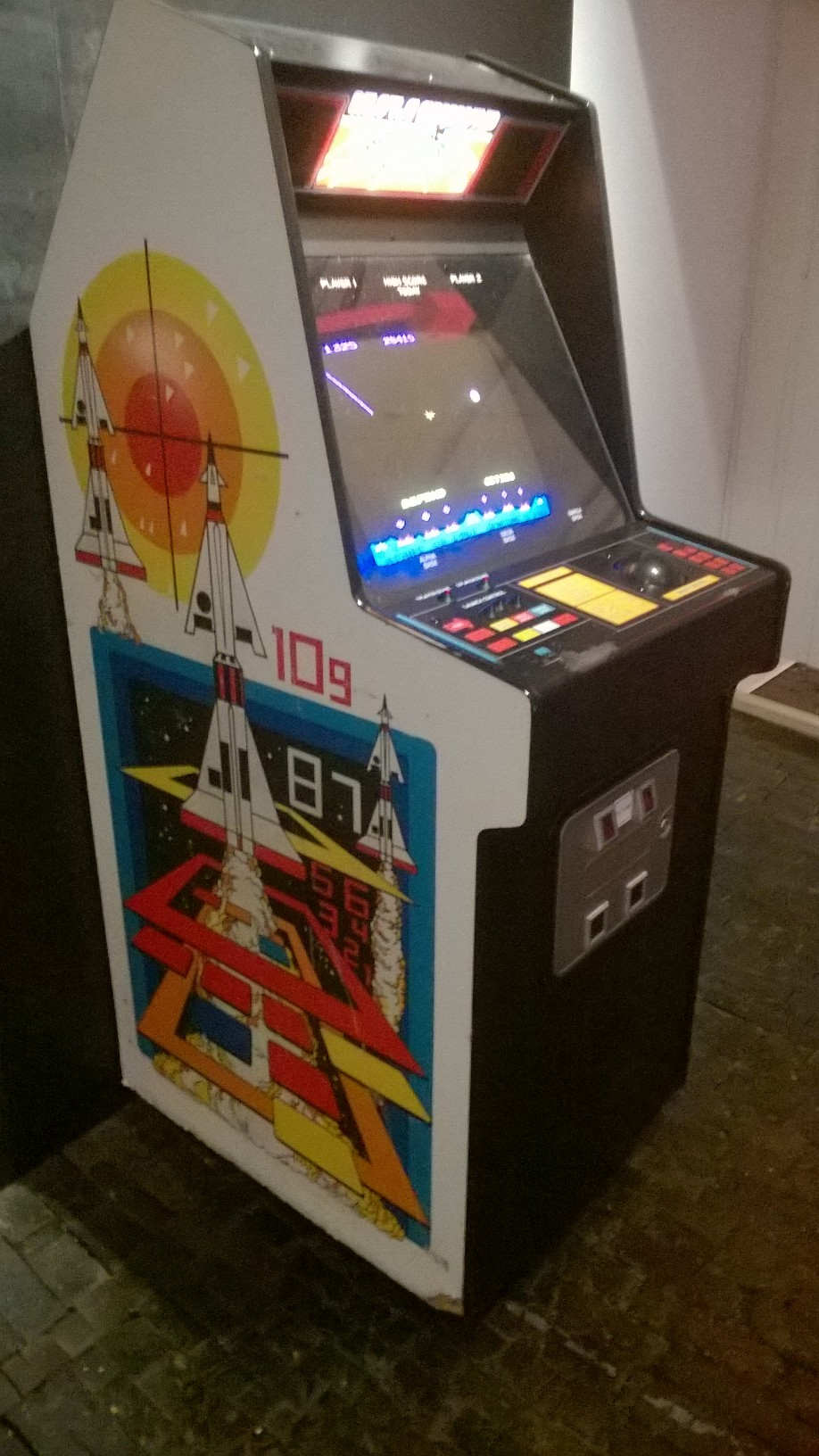
Une borne d'arcade Missile Command.

Missile Command est considéré comme un classique de l'âge d'or des jeux d'arcade. Il a été produit à environ 20 000 exemplaires, ce qui en fait un immense succès,.
Cette performance ajoutée au succès de Space Invaders sur Atari 2600 et à ceux d’Asteroids et de Battlezone sur borne d’arcade permettent un profit brut de 512,7 millions de dollars pour Atari en 1980.

### Portages
Le jeu est porté sur Atari 2600 par Rob Fulop (en) en 1981. À cette époque, un jeu est développé par une seule personne, avec très peu d’encadrement. L’auteur peut compter sur les impressions quotidiennes des nombreux employés venus tester une version jouable, notamment lors de la pause-déjeuner.
L’opération est un défi technique pour le programmeur. La console, très limitée, est ainsi prévue pour gérer seulement deux objets en déplacement à la fois. Dans ces conditions, il est très difficile de reproduire les sensations de l’original.
À cette époque, Atari refuse de créditer les auteurs pour leur travail. Comme de nombreux autres programmeurs, Rob Fulop dissimule ses initiales dans ses jeux, ici dans le treizième niveau.
Cette version s’écoule à 2,5 millions d’exemplaires, ce qui en fait l’un des plus grands succès de cette console. Pour autant, son auteur ne perçoit pas de récompense particulière pour son travail, ce qui contribuera à son départ peu après.

## Symbolique

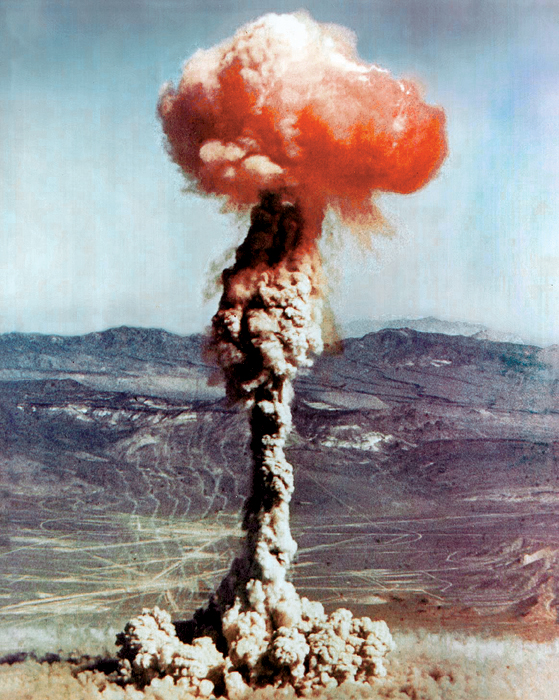
La guerre nucléaire, thématique de Missile Command.

La thématique de Missile Command, qui simule une attaque avec des missiles nucléaires sur des villes américaines, fait écho à la Guerre froide et joue sur la peur de la guerre nucléaire éprouvée par la génération X.
L’ingénieur Steve Calfee a déclaré que « toutes les personnes qu’il connaît qui sont vraiment rentrées dans le jeu ont eu des cauchemars sur la guerre nucléaire ».
Le concepteur du jeu, Dave Theurer, a ainsi déclaré avoir souffert de tels rêves.

« C'était assez effrayant. Durant le développement et pendant les six mois qui ont suivi, je me réveillais avec des sueurs froides à cause de ces rêves où je voyais la traînée du missile arriver et où je voyais l'impact. J'étais au sommet d'une montagne et je voyais les missiles arriver, et je savais qu'il ne restait que 30 secondes avant que le souffle ne m'atteigne et me carbonise. »

— Dave Theurer

## Héritage

### Remakes et clones
Le jeu a été officiellement adapté sur Atari 2600 en 1981, Atari 5200 et Atari 8-bit en 1982 et a donné lieu à divers clones et variantes.  Les consoles portables Lynx et Game Boy ont accueilli le jeu au début des années 1990. Il est également disponible sur une large variété de systèmes des années 1990 et 2000 au travers de compilations. En 2007, il a été proposé en téléchargement sur Xbox 360 avec des graphismes remis à jour.
Il a connu une suite en 1995, Missile Command 3D, sur Jaguar, et une autre en 1999, Missile Command, sur PlayStation et Windows.